# Nova lluminosa vermella

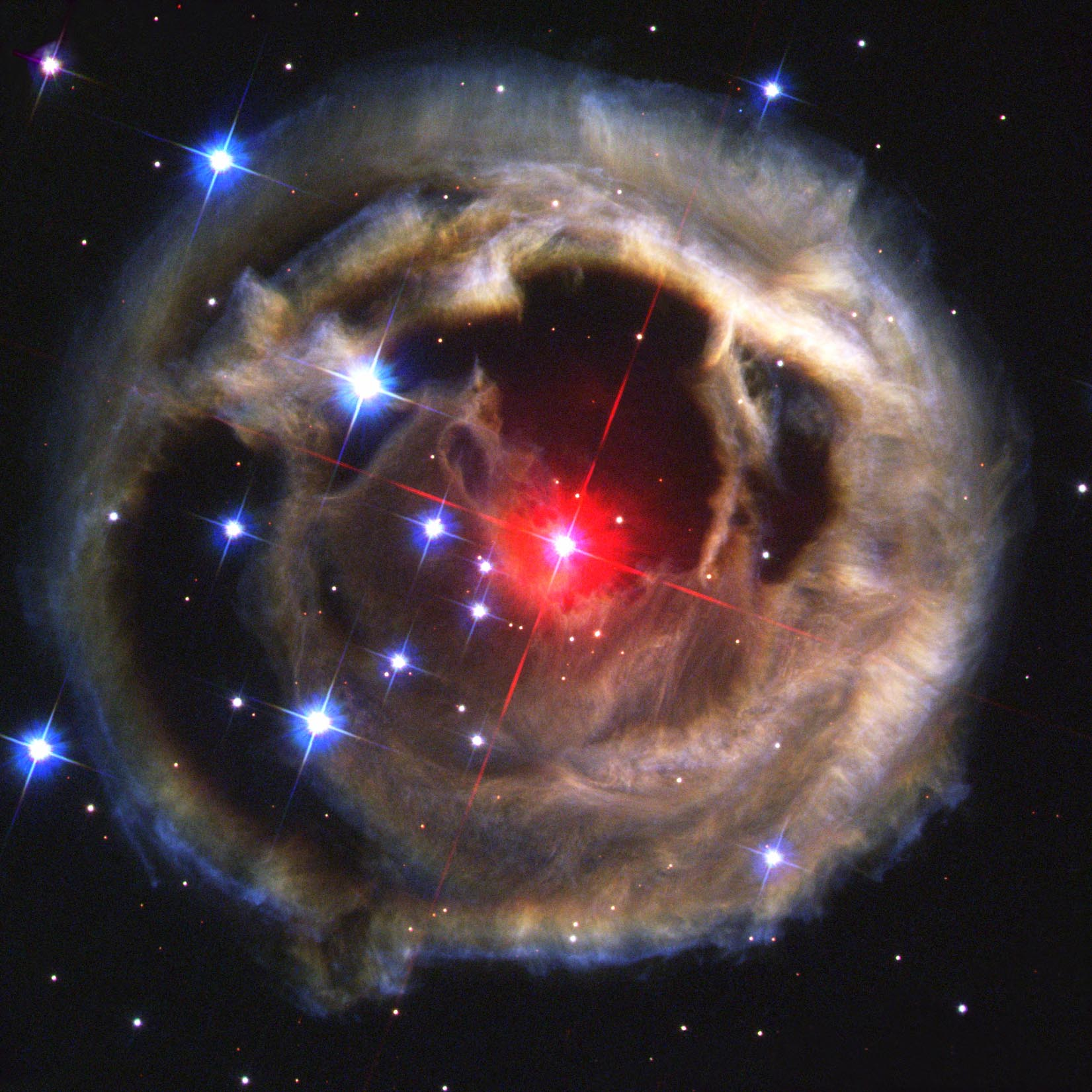
V838 Monocerotis, arquetip de nova lluminosa vermella

Una nova lluminosa vermella és una explosió estel·lar possiblement produïda per la unió de dues estrelles. Es caracteritzen per un color vermell distintiu, i una corba de llum que roman amb lluentor renaixent en l'infraroig. Les noves lluminoses vermelles no s'han de confondre amb les noves tradicionals que ocorren en la superfície d'estrelles nanes blanques.

## Descobriment
Durant més de trenta anys s'havien observat un petit nombre d'objectes que exhibien les característiques de les noves lluminoses vermelles. L'estrella vermella M31 RV a la galàxia d'Andròmeda, va emetre flamarades lluents el 1988 i podria haver estat una nova lluminosa vermella. El 1994, V4332 Sgr, una estrella de la Via Làctia, emeté flamarades similars, i el 2002, V838 Mon feu el mateix i s'estudià molt de prop.
La primera nova lluminosa vermella fou l'objecte M85 OT2006-1, a la galàxia Messier 85. Fou observada per primera vegada durant la recerca de supernoves de l'observatori Lick, i posteriorment estudiada per un equip d'astrònoms de la Universitat de Califòrnia, Berkeley i Institut Tecnològic de Califòrnia. L'equip dirigit per Shrinivas Kulkarni confirmà la diferència que existia amb les noves i els pols tèrmic i anunciaren la nova classe d'explosió estel·lar el 23 de maig de 2007.

## Característiques
Les noves lluminoses vermelles tenen les següents característiques:
- La lluminositat de l'explosió és entre la de la supernova (més brillant) i la de nova (més feble).
- La llum visible dura setmanes o mesos, i és d'un color vermell distintiu que s'afebleix i es fa més vermell amb el pas del temps. Quan la llum visible s'afebleix, la llum infraroja creix durant un llarg període, normalment afeblint-se i tornant a ser brillant diverses vegades.
- Les observacions a l'infraroig de M85 OT2006-1 mostren que és força freda per a una estrella (poc menys de K). Això podria ser o no una característica de totes les noves lluminoses vermelles.

## Evolució
L'equip que investiga M85 OT2006-1 creu que es formà quan s'uniren dues estrelles de seqüència principal. En el moment que succeí l'esclat de la unió, les noves lluminoses vermelles semblen expandir-se ràpidament, fins a arribar a desenes de milers de radis solars en tan sols pocs mesos. Això faria que l'objecte es refredés, explicant la coexistència de flaixos brillants amb un objecte post flaix fred.

## Altres punts de vista
Alguns astrònoms creuen que és prematura la classificació com a nova classe d'explosió estel·lar basant-se en un nombre tant petit d'observacions, ja que podria ser degut a una supernova tipus II-p. També s'ha argumentat que una supernova podria patir un alt nivell d'extinció i ser alhora vermella i de baixa lluminositat.